# Kraj pilzneński
Kraj pilzneński (cz. Plzeňský kraj) – jedna z czternastu jednostek podziału terytorialnego w Czechach, odpowiednik województwa. Leży we zachodniej części krainy Czechy. Stolicą kraju jest Pilzno.

## Powiaty kraju pilzneńskiego
- powiat Domažlice
- powiat Klatovy
- powiat Pilzno-miasto
- powiat Pilzno Południe
- powiat Pilzno Północ
- powiat Rokycany
- powiat Tachov

## Miasta kraju pilzneńskiego
- Pilzno
- Klatovy
- Kralovice
- Tachov
- Rokycany
- Domažlice
- Plasy
- Sušice